# Katastrofa lotu Turkish Airlines 278
Katastrofa lotu Turkish Airlines 278 wydarzyła się 29 grudnia 1994 roku w mieście Wan we wschodniej Turcji. W wyniku katastrofy samolotu Boeing 737-4Y0 należącego do linii lotniczych Turkish Airlines, śmierć poniosło 57 osób (52 pasażerów oraz 5 członków załogi) z 76 znajdujących się na pokładzie.

## Wypadek
Boeing 737-4Y0 (nr. rej. TC-JES) odbywał lot z Ankary do Wan. Około godziny 15:30, samolot zbliżał się do lotniska w Wan. Nad regionem panowały złe warunki pogodowe – obficie padał śnieg. Boeing wykonał dwie próby podejścia do lądowania, które zakończyły się niepowodzeniem. Kontrola lotów radziła pilotom, by odlecieli na inne lotnisko. Załoga nie skorzystała z tej rady i podjęła trzecią próbę podejścia do lądowania, pomimo stale pogarszającej się widoczności. O godzinie 15:30 w trakcie zniżania Boeing uderzył o zbocze góry na wysokości 1700 metrów. Katastrofa miała miejsce 4 kilometry od progu startowego. Katastrofę przeżyło 19 osób.

## Przyczyny
Za przyczynę katastrofy uznano błąd pilota, który podjął decyzję o lądowaniu za wszelką cenę, pomimo skrajnie niesprzyjających warunków pogodowych.